# マーシャル諸島公立学校制度
マーシャル諸島公立学校制度 (Marshall_Islands_Public_School_System、略称：PSS) はマーシャル諸島の公立学校制度である。
公立学校制度公法によって2013年11月に設立された。本部はマジュロである。

## 学校

### 初等学校
文部科学省教育及び学校管理部門が運営を管理している。
- アイリングラップ環礁
  - アイリングラップ・アイロック
  - ブオジュ小学校
  - エネワ小学校
  - ジャー小学校
  - ジェ小学校
  - ジョブウォン小学校
  - ケイティ小学校
  - メジェル小学校
  - ウォジャ小学校

- アイルック環礁
  - アイルック小学校
  - エネジェラール小学校
- アルノ環礁
  - アルノ小学校
  - ビカレージ小学校
  - イネ小学校
  - ジャボ小学校
  - キランジ小学校
  - ロンガー小学校
  - ルコイ小学校
  - マトレン小学校
  - ティナック小学校
  - チュチュ小学校
  - ウリエン小学校
- オール環礁
  - オール小学校
  - トバル小学校
- エボン環礁
  - エボン小学校
  - エネコイオン小学校
  - トカ小学校
- エニウェトク環礁
  - エニウェトク環礁
- ジャボット島
  - ジャボット小学校
- ジャルート環礁
  - イミージ小学校
  - イムロイ小学校
  - ジャブノーデン小学校
  - ジャボール小学校
  - ジャルート小学校
  - メジュリロク小学校
  - ナルメイ小学校
- キリ島
  - キリ小学校
- クェゼリン環礁
  - ミリロス小学校
  - エバドン小学校
  - エベイ公立小学校
  - エベイ公立中学校
  - イニブール小学校
  - メジャト小学校
- ラエー環礁
  - ラエー小学校
- リブ島
  - リブ小学校
- リキェップ環礁
  - ジェバル小学校
  - リキーブ小学校
  - メラン小学校
- マジュロ環礁
  - アジェルタケ小学校
  - デラップ小学校
  - エジット小学校
  - ローラ小学校
  - ロングアイランド小学校
  - マジュロ中学校
  - ライロック小学校
  - リタ小学校
  - 北デラップ小学校
  - ウォジャ小学校
- マロエラップ環礁
  - アエロック小学校
  - ジャン小学校
  - カベン小学校
  - オレット小学校
  - タラワ小学校
- メジット島
  - メジット小学校
- ミリ環礁
  - エネジェット小学校
  - ルコンウッド小学校
  - ミリ小学校
  - ナロ小学校
  - トケワ小学校
- ナモリック環礁
  - ナモリック小学校
- ナムー環礁
  - ローン小学校
  - メイ小学校
  - マジキン小学校
  - ナモ小学校
- ウジャエ環礁
  - ウジャエ小学校
- ウチリック環礁
  - ウチリック小学校
- オトー環礁
  - オトー小学校
- ウォッジェ環礁
  - ウォッジェ小学校
  - ウォドメイ小学校

### 高等学校
初等教育を終えて14歳に達した生徒は以下のいずれかの学校に入学することができる。
- ジャルート高校 (JHS) - ジャルート環礁
- クェゼリン高校 (KAHS) - クェゼリン環礁
- ローラ高校 (LHS) - マジュロ環礁 - 2018年にWASCによって認定。
- マーシャル諸島高校 (MIHS) - マジュロ環礁
- ノーザン・アイランド高校 (NIHS) - ウォッジェ環礁
- ライフ・スキル・アカデミー - マジュロ環礁

## 参照
1. ↑  “about”. 2024年12月8日閲覧。
2. ↑  “Instruction & Primary Schools”. 2024年12月8日閲覧。
3. ↑  “Division of Secondary & Career Education”. 2024年12月8日閲覧。